# (79846) 1998 XS2
(79846) 1998 XS2 er en asteroide i asteroidebæltet. Den blev opdaget den 7. december 1998 af Xinglong-observatoriet i den kinesiske Hebei-provins i forbindelse med Beijing Schmidt CCD Asteroid Program.